# Verzahnungsamt
Als Verzahnungsamt bezeichnet man in Deutschland die Endämter in den Beamtenlaufbahnen, in welchen die Ämter nach der besoldungsrechtlichen Einstufung jeweils für zwei Laufbahnen gelten. Sie sind die höchsten jeweils in der unteren Laufbahn erreichbaren Ämter zur nächsthöheren Laufbahn, wo sie besoldungsrechtlich das Eingangsamt darstellen. Verzahnungsämter sind in der Regel mit einer Führungsposition (konkret-funktionelles Amt) verbunden. Verzahnungsämter werden auch Spitzenämter der jeweiligen Laufbahn genannt und werden in den Stellenplänen zu den Haushaltsplänen oft entsprechend ausgewiesen (z. B. Regierungsoberamtsrat = BesGr. A 13 S).
In der allgemeinen Verwaltung ist das Verzahnungsamt im
- einfachen Dienst zum mittleren Dienst, z. B. Oberamtsmeister/Sekretär, BesGr. A 6,

- mittleren Dienst zum gehobenen Dienst, z. B. Regierungsamtsinspektor/Regierungsinspektor, BesGr. A 9,

- gehobenen Dienst zum höheren Dienst, z. B. Regierungsoberamtsrat/Regierungsrat, BesGr. A 13.

Eine Besonderheit sind offensichtlich folgende Einzelämter (konkret-funktionell) in Bundesländern für den Bereich der Justizverwaltung bzw. des Justizvollzugsdienstes; sie sind keine klassischen Verzahnungsämter im Sinne des Laufbahnrechts:
- Vom einfachen Dienst in den mittleren Dienst, z. B. als Leiter einer Justizwachtmeisterei: Besoldungsgruppe A 6
- Vom mittleren Dienst in den gehobenen Dienst, z. B. als Kanzleileiter eines Amtsgerichts: Besoldungsgruppe A 10
- Vom gehobenen Dienst in den höheren Dienst, z. B. als Geschäftsleiter eines Amtsgerichts: Besoldungsgruppe A 14